# Faverolles (Somme)
Faverolles (picardisch: Favrole) ist eine nordfranzösische Gemeinde mit 173 Einwohnern (Stand 1. Januar 2022) im Département Somme in der Region Hauts-de-France. Die Gemeinde liegt im Arrondissement Montdidier und gehört zum Kanton Roye.

## Geographie
Die Gemeinde liegt rund vier Kilometer östlich von Montdidier und an dieses angrenzend im Wesentlichen nördlich der Départementsstraße D930. Das Gemeindegebiet wird von der Trasse der aufgelassenen Bahnlinie von Montdidier nach Roye durchquert, nördlich von dieser liegen mehrere Fabriken (Dailycer und Banania). Im Südwesten des Gemeindegebiets liegt isoliert die Ferme du Bois Planté.

## Geschichte
Die Gemeinde erhielt als Auszeichnung das Croix de guerre 1914–1918.

## Einwohner
| 1962 | 1968 | 1975 | 1982 | 1990 | 1999 | 2006 | 2010 |
| ---- | ---- | ---- | ---- | ---- | ---- | ---- | ---- |
| 139  | 125  | 133  | 143  | 150  | 139  | 159  | 155  |

## Verwaltung
Bürgermeister (maire) ist seit 2001 Jean-Michel Hof.	

## Sehenswürdigkeiten
- Kirche Sainte-Marie
- Kriegerdenkmal